# Garcilaso de la Vega (dichter)

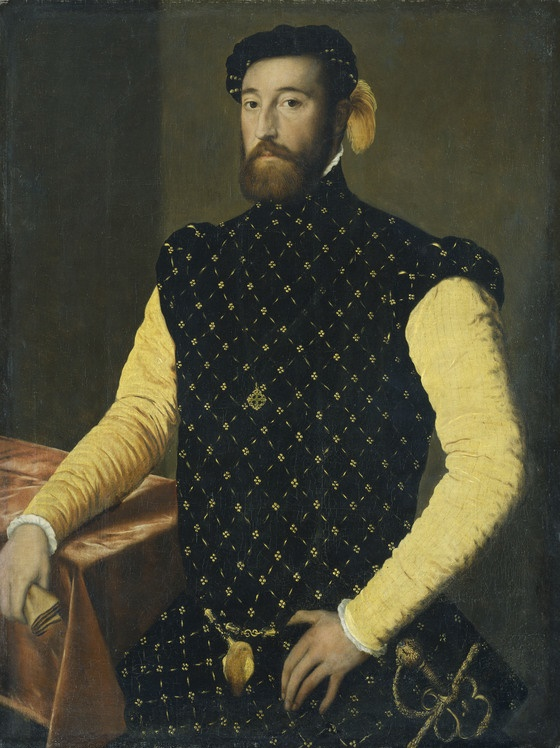
Garcilaso de la Vega

Garcilaso de la Vega (Toledo, ca. 1503 — Nice, 14 oktober 1536) was een Spaans dichter. Hij was een edelman en hoveling, diende in het leger en kwam om tijdens een veldtocht in Savoye in het huidige Frankrijk.
Garcilaso schreef aanvankelijk conventionele gedichten, totdat hij door de dichter Juan Boscán in aanraking kwam met Italiaanse invloeden. Hierop sloeg hij een geheel nieuwe richting in, waardoor de Spaanse literatuur aansluiting vond bij die van de Italiaanse renaissance. Zijn werk thematiseert vaak de romantische liefde, en had grote invloed op dichters die na hem kwamen.
Garcilaso's gedichten zijn niet talrijk. Ze werden na zijn dood, in 1543, samen met die van Boscán uitgegeven.
Zijn gelijknamige kleinzoon, een mesties, werd bekend als schrijver van reisliteratuur (zie Garcilaso de la Vega (Inca)).
- Biblioteca Nacional de España: XX931941
- Bibliothèque nationale de France: cb11927820s (data)
- Catàleg d'autoritats de noms i títols de Catalunya: 981058519961006706
- CiNii: DA02158957
- Gemeinsame Normdatei: 118716344
- International Standard Name Identifier: 0000 0001 2283 4303
- Library of Congress Control Number: n80005055
- Nationale Bibliotheek van Letland: 000164654
- Bibliotheek van het Japanse parlement: 031546448
- Nationale Bibliotheek van Tsjechië: jn20000402501
- Nationale Bibliotheek van Israël: 987007278586905171
- Nationale Bibliotheek van Polen: a0000001183767
- Nationale en Universitaire bibliotheek Zagreb: 000214451
- Nederlandse Thesaurus van Auteursnamen: 069396043
- Réseau des bibliothèques de Suisse occidentale: 02-A000069378
- Istituto Centrale per il Catalogo Unico: CNCV001220
- LIBRIS: 237501
- SNAC: w6gt6p91
- Système universitaire de documentation: 027179214
- Virtual International Authority File: 100186624
- WorldCat: E39PBJkTd6DKhk7GmWkrC7y68C